# دينكورب
دينكورب أو داين كورب الدولية (بالإنجليزية: DynCorp International)‏ هي شركة عسكرية خاصة. تأسست في عام 1946. يقع مقرها في فرجينيا، الولايات المتحدة. بدأت كشركة طيران، وتوفر الشركة أيضا عمليات التشغيل والدعم والتدريب والتوجيه وبرامج التطوير الدولية في مجال الطيران، والتدريب والدعم المخابراتي، وعمليات للطوارئ، والأمن، وتشغيل وصيانة المركبات البرية. داين كورب تستقبل أكثر من 96٪ من إيراداتها السنوية والبالغة أكثر من 3 مليارات دولارات من الحكومة الفيدرالية الأمريكية.

## وصلات خارجية
- الموقع الرسمي